# Somos István
Somos István (Tapolca, 1909. április 11. – Budapest, 1993. február 17.) magyar nemzeti labdarúgó-játékvezető. Születési neve Schwarcz István. Hobbija a játékvezetők életének bemutatása. Polgári foglalkozása: szállítmányozási előadó, sportszakíró.

## Pályafutása
A játékvezető vizsgát 1934-ben tette le, pályafutása során hazája legfelső szintű labdarúgó-bajnokságának játékvezetője lett. 1962-ben fejezte be az aktív nemzeti játékvezetést.
Játékvezetésből 1932-ben Veszprémben a Játékvezetői Tanács (JT) előtt vizsgázott. 1945-ben Budapestre költözött, ahol a Budapesti Labdarúgó Alszövetség (BLASz) által üzemeltetett bajnokságokban tevékenykedett. Az MLSZ JT minősítésével 1948-tól NB II-es bíró. Küldési gyakorlat szerint rendszeres partbírói szolgálatot is végzett. A nemzeti játékvezetéstől 1962-ben visszavonult.

## Írása
Nem tudott és nem akart elszakadni kedvenc sportágától, ezért cikkeket, riportokat írt az országos sport- és napilapokba. Rendszeresen publikált a FIFA különböző kiadványaiban, külföldi szaklapokban. A világ labdarúgó-játékvezetőinek nemzetközi viszonylatban is első számú ismerője, a nemzetközi játékvezetők krónikása. Egyedülállóan művelte a sportkrónika e válfaját. Állandó munkatársa volt a FIFA NEWS-nak, a Nemzetközi Labdarúgó-szövetség hivatalos lapjának. Rengeteg írásos portrét, névjegyet készített a földkerekség szinte valamennyi nemzetközi minősítésű játékvezetőjéről.
Megjelent kiadványai: 
- 1965 – Síppal a világ körül, Sportpropaganda Kiadó
- 1971 – Az ezerarcú futball, 1973-ban Bukarestben románul is megjelent,
- 1972 – A futball ezer arca
- 1982 – Az ezerarcú Mundiál, Ságvári Endre Könyvszerkesztőség, ISBN 963-422-513-6
- 1982 – Az ezerarcú szurkoló, Sportpropaganda Kiadó, ISBN 963-7542-51-5
- 1986 – Peterdi Pállal közösen a  Lóri – (Lóránt Gyula életregénye), (a katalógusokban formailag hibás ISBN-nel szerepel) ISBN 963024154X
- 1990 – Az ezerarcú vb '90
- Fekete varjak zöld mezőben anyaggyűjteményét Dávid Sándor rendezte könyv formába.

1962-es visszavonulásakor a Játékvezető Bizottság (JB) aranysíppal kitüntetéssel búcsúztatta. Páratlanul gazdag adatbankját a FIFA is több köszönőlevéllel, elismeréssel honorálta.

## Külső hivatkozások
- Somos István. geni.com. (Hozzáférés: 2016. április 10.)
- Somos István. apajszerint.blog.hu. (Hozzáférés: 2016. április 10.)